# Voie sacrée (Grèce)
Pour les articles homonymes, voir Voie Sacrée.

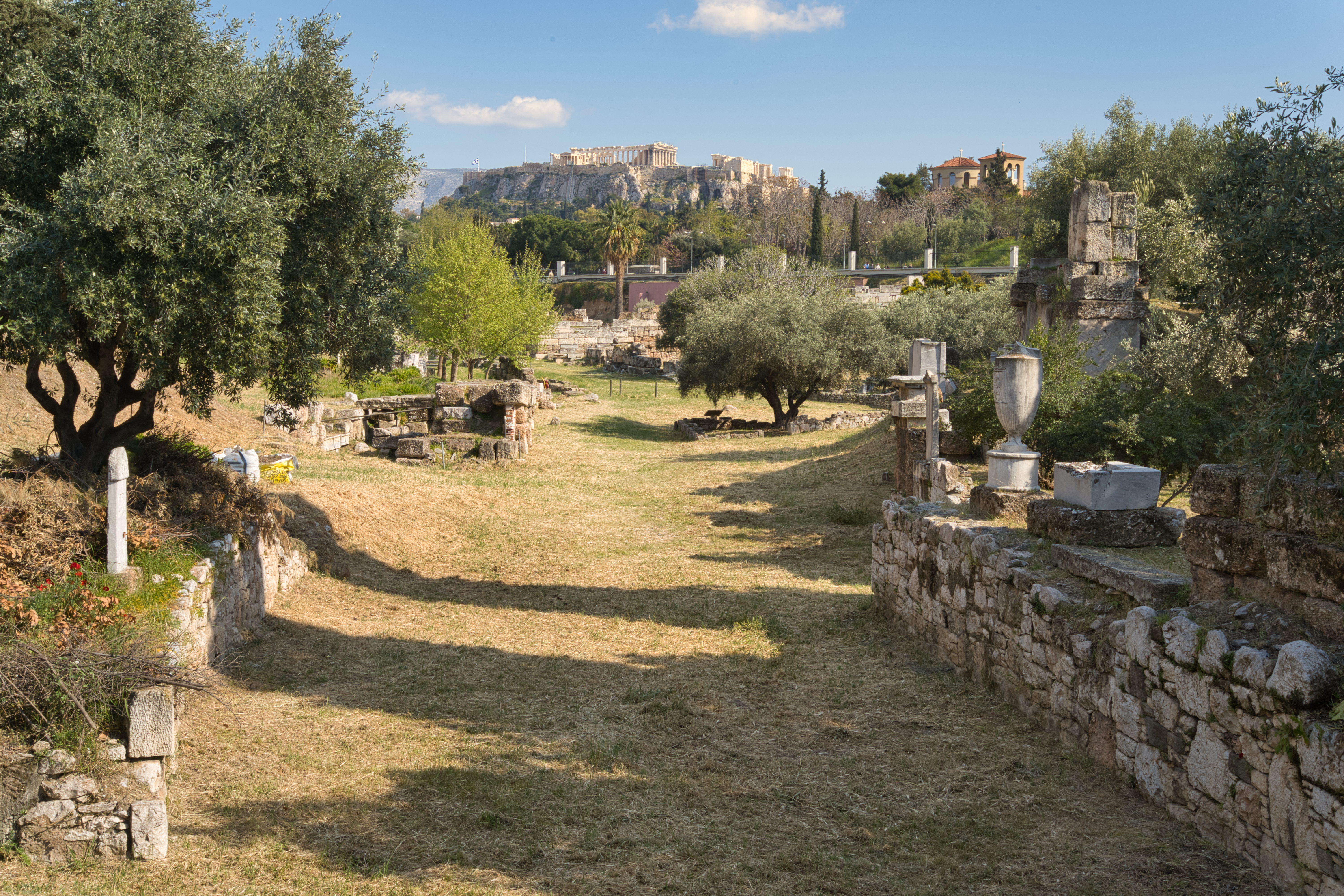
Les vestiges de la voie sacrée dans le cimetière du Céramique.

La voie sacrée (en grec moderne Ιερά Οδός / Ierá Odós) est, dans la Grèce antique, la route qui conduit d'Athènes à Éleusis. Elle est ainsi appelée du fait qu'il s'agit de la voie empruntée par la procession célébrant les mystères d'Éleusis. La procession démarre à Céramique, le cimetière athénien, le 20 Boédromion. Il s'agit de la plus ancienne route en Grèce.
De nos jours, la route qui mène du centre d'Athènes à Aigáleo et Chaïdári (l'ancienne route vers Éleusis) est toujours appelée Ierá Odós du nom de l'antique voie sacrée.

## Dans l'Antiquité

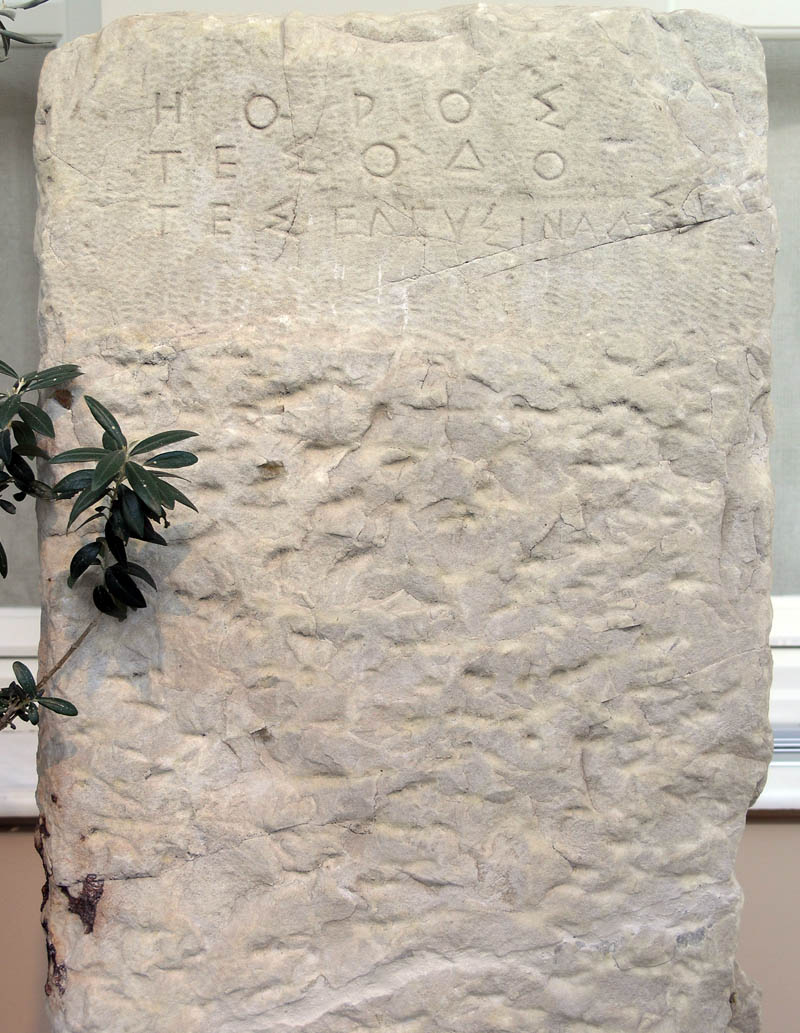
Borne marquant la limite de la Voie Sacrée à Athènes. À la fin du siècle av. J.-C. : L'inscription originale est remplacée par les mots: ΗΟΡΟΣ ΤΕΣ ΟΔΟ ΤΕΣ ΕΛΕΥΣΙΝΑΔΣΙ, (Borne de la route d'Éleusis). Lit de l'Éridanos. Musée archéologique du Céramique.

La voie sacrée est l'ancienne route qui reliait la ville d'Athènes à Éleusis et la plaine de Thriassion, qui fêtent chaque année les célèbres, et jusque-là inexpliqués quant à leur nature exacte, mystères d'Éleusis. D'une longueur de 22 km, à partir de la Porte Sainte dans le quartier de Céramique, elle suit pour la plupart l'actuelle voie sacrée, passant entre la montagne Aigaleo et le mont Pililou, pour aboutir au sanctuaire de Déméter à Éleusis.  L'antique voie sacrée à Athènes était appelée Voie Sacrée Éleusienne.

## De nos jours
La voie sacrée est la plus ancienne route de la Grèce. Durant 2500 ans, elle est restée la seule route nationale reliant Athènes avec la Grèce du Nord, l'Épire et le Péloponnèse. Les infrastructures et l'asphalte remontent à 1927 à la seule différence que par endroits la voie a été élargie. Il n'existait pas d'autre accès à Athènes jusqu'en 1956, date à laquelle l'avenue de Kaválas est construite : celle-ci rejoint la voie sacrée à hauteur du monastère de Daphni à Chaïdári.
Puis, avec l'ouverture de la route nationale Athènes - Lamía, la croisée de Daphni cesse d'être le seul lien avec la Grèce du Nord. La voie sacrée n'a plus alors que pour fonction principale de conduire à Chaïdári.